# Polyandrocarpa abjornseni
Polyandrocarpa abjornseni är en sjöpungsart som först beskrevs av Wilhelm Michaelsen 1927.  Polyandrocarpa abjornseni ingår i släktet Polyandrocarpa och familjen Styelidae. Inga underarter finns listade i Catalogue of Life.